# HMS Swift (1907)
Корабль Его Величества «Свифт» (англ. HMS Swift) — экспериментальный паротурбинный «суперминоносец» предшественник классических эскадренных торпедно-артиллерийских кораблей британского флота. Спроектирован в полном соответствии с концепцией, утверждённой лично адмиралом Д. Фишером, занимавшим в 1904—1910 годах пост Первого морского лорда, который считал, что «малые крейсера» теряют свои боевые качества в штормовую погоду, вследствие снижения эффективности применения своей артиллерии. Согласно взглядам Фишера, английский флот должен был состоять из линкоров-дредноутов, линейных крейсеров и крупных миноносцев обладающих высокой мореходностью и скоростью хода.

## Предыстория
К началу второго десятилетия XX века основная проблема заключалась в сложности управления флотилией в открытом море — разместить командующего с его штабом на одном из эсминцев не представлялось возможным из-за их скромных размеров. Первое время, когда основу флотилий составляли мореходные истребители типа «Ривер», функции флагманского корабля хорошо исполняли крейсера III ранга типа «Джем» и скауты типа «Сентинел», не уступавшие эсминцам в скорости, особенно при свежей погоде. Однако такое положение дел стало меняться — скауты типа «Бодицея», пополнявшие Королевский флот с 1909 года, проектировались на тот же 25-узловой ход, что и их предшественники, в то же время скорость хода эсминцев от серии к серии росла — с 27 узлов у кораблей программ 1908—1909 годов (тип «Бигль»), до 29 узлов — у эсминцев типа «Акаста» программы 1911—1912 годов. В 1912 году произошла кардинальная реорганизация миноносных сил: большая часть скаутов придана линейным силам, эсминцы старых проектов пошли на формирование так называемых «патрульных флотилий», предназначенных для обороны побережья.

## Строительство
Корабль заложен в 1906 году, завершён постройкой в 1907 году, в 1908 году вступил в строй. Имея главные размерения: 105,2×10,4×3,2 м, нормальное водоизмещение — 1800 т, стандартное водоизмещение — 2170 т, полное водоизмещение — около 2400 т. Трёхвальная паротурбинная силовая установка, включала 4 двигателя, общей мощностью 30 000 л. с. (обеспечивающих ему наибольшую скорость — 36 узлов, дальность плавания 1000 миль при скорости 33 узла и запасе топлива — 180 тонн). Нёс четыре 102-мм орудия и два однотрубных 450-мм торпедных аппарата (в русской и советской литературе указывался калибр английских торпед — 457 мм, но фактически он составлял 17,7" — 450 мм) (позднее заменены на 533-мм). Однако несмотря на то, что «Свифт» значительно превосходил по огневой мощи современные ему стандартные английские «дестроеры», он оказался неудачным кораблём, вооружение признано слабым для его размеров, и, хотя мощные турбины обеспечивали контр-миноносцу ход до 35 узлов, его радиус действия оказался весьма ограниченным, а высокая стоимость не позволяла рассчитывать на серийную постройку. В итоге, попытка англичан совершить резкий качественный скачок в развитии минно-торпедных кораблей не удалась и «Свифт» превратился в «белого слона» британского флота. Конструктивно-компоновочные решения впервые реализованные англичанами в этом проекте, взяты за основу русскими кораблестроителями при проектировании в 1907 году первого паротурбинного, в то время ещё «минного крейсера» — «Новик». Выявлен основной недостаток английского проекта — чрезмерно большие габариты паротурбинной энергетической установки и угольное отопление котлов, ограничивающих по массе возможность установки более мощного вооружения. В этой связи все русские эсминцы — «Новики», в русском флоте, неофициально именовались как «эсминцы английского типа». Тем не менее, с 1912 года «Свифт» неофициально считался «лидером 4-й флотилии миноносцев». С началом Первой мировой войны этот корабль явился первым в английском флоте и в мире официальным представителем подкласса «лидер флотилии миноносцев» (англ. Flotilia Leader). От лидеров более поздней постройки «Свифт» отличался более высоким, и поэтому хорошо заметным, силуэтом.

## Служба
Вошёл в строй 22 февраля 1910 года; в августе того же года включён в состав 1-й флотилии эскадренных миноносцев (в ней были собраны эсминцы типа «Трайбл»). В ноябре 1911 года «Свифт» числился дивизионным лидером этой флотилии. В 1912 году Королевский флот провёл реорганизацию минных флотилий, в ходе которой «Свифт» исключили из состава 1-й флотилии и придали флагману Флота метрополии линейному кораблю «Нептун».
В 1914 году «Свифт» прошёл дооборудование в качестве полноценного лидера флотилии (в ходе которого, в частности, получил новую мощную радиостанцию) и был назначен лидером во вновь формировавшуюся 4-ю флотилию эскадренных миноносцев Гранд-Флита (эсминцы типа K) — в каковом качестве и встретил начало Первой мировой войны.

### Первая мировая война
15 октября 1914 года «Свифт» вышел на поиск не вернувшегося из патрулирования бронепалубного крейсера «Хоук», однако вместо самого корабля обнаружил плот, на котором находился 21 моряк с «Хоука». Ранее крейсер был потоплен торпедой германской подводной лодки U-9. Во время спасательной операции «Свифт» был безуспешно атакован подводной лодкой U-17.
С ноября 1914 года по февраль 1915 года лидер стоял в ремонте, после завершения которого до лета 1915 года находился в составе 1-й флотилии эскадренных миноносцев; затем передан в непосредственное подчинение командующего Гранд-Флитом.
В конце 1915 года «Свифт» был переведён в 6-ю флотилию, базировавшуюся на Дувр, войдя тем самым в состав Дуврского патруля. В 1916 году, с июля по сентябрь, прошёл ремонт и перевооружение.
20 апреля лидеры «Свифт» и «Броук» перехватили 6 германских эскадренных миноносцев, возвращавшихся после бомбардировки Дувра. В ходе скоротечного боя «Свифт» успешно торпедировал и отправил на дно эсминец G-85. Германские корабли нанесли лидеру ряд снарядных попаданий, потери экипажа: один убитый и четверо раненых. Ремонт повреждений проводился в Плимуте до июля 1917 года, после чего «Свифт» продолжил службу в составе 6-й флотилии.
Весной 1918 года «Свифт» привлекался к обеспечению первого рейда на Остенде; в декабре того же года лидер вошёл в состав новой 21-й флотилии, в марте 1919 года выведен в резерв в Плимуте. 10 октября 1919 года «Свифт» поставлен на консервацию. 9 ноября 1921 года продан на слом.